# Jordaans voetbalelftal (mannen)
Het Jordaans voetbalelftal is een team van voetballers dat Jordanië vertegenwoordigt bij internationale wedstrijden en competities, zoals de (kwalificatie)wedstrijden voor het Wereldkampioenschap voetbal, de Asian Cup en het West Asian Football Federation Championship.

## Geschiedenis
In 1953 speelde Jordanië zijn eerste internationale wedstrijd, een 3-1 nederlaag tegen Syrië. Jordanië schreef zich voor de Asian Cup in 1972, het werd in de kwalificatie uitgeschakeld door Iran. Op 15 maart 1985 speelt Jordanië zijn eerste kwalificatiewedstrijd voor het wereldkampioenschap voetbal. Dat was in Riyad tegen Qatar. De wedstrijd werd gewonnen met 1–0 door een goal van Issam Said Saleh. De andere wedstrijden in deze poule met behalve Qatar ook nog Irak werden allemaal verloren.
In 2004 plaatste Jordanië zich voor de eerste keer voor het Aziatische Kampioenschap, te houden in China. Zonder tegendoelpunten plaatste Jordanië zich voor de kwartfinales, een 2-0 overwinning op Koeweit was beslissend. In de kwartfinale tegen Japan werd met 1-1 gelijk gespeeld, strafschoppen moesten de beslissingen brengen. In de eerste serie van vijf miste Japan de eerste twee strafschoppen, maar Jordanië miste de laatste twee strafschoppen. Uiteindelijk miste Bani Yaseen de beslissende strafschop. Ook in 2011 plaatste Jordanië zich voor het eindtoernooi, het speelde gelijk tegen Japan en won van Saoedi-Arabië en Syrië. In de kwartfinale was Oezbekistan met 2-1 te sterk.
Het volgende doel was kwalificatie voor het WK van 2014, de ploeg stond onder leiding van de Egyptische bondscoach Hossam Hassan. In de derde ronde had Jordanië een vliegende start met vier zeges, belangrijk waren vooral de 0-2 overwinning op Irak en een 2-1 zege op China. Jordanië verloor de laatste twee wedstrijden van dezelfde opponenten, maar kwalificeerde zich toch voor de eerste keer voor de finale-ronde. Er waren stevige nederlagen tegen Japan (6-0) en Australië (4-0), maar de thuiswedstrijden tegen deze landen gingen gewonnen. Jordanië eindigde als derde in de groep achter Japan en Australië door de beslissende wedstrijd tegen Oman met 1-0 te winnen, Ibrahim scoorde het winnende doelpunt. De derde plaats leverde een play-offwedstrijd tegen Oezbekistan op, zowel in Amman als in Tasjkent bleef het 1-1. Beide teams moesten liefst tien strafschoppen nemen om de volgende play-offronde te halen, uiteindelijk scoorde  Mohammad Al-Dmeiri de beslissende strafschop. De beslissende play-offwedstrijd tegen Uruguay was na één ronde al beslist, in Amman won Uruguay met 0-5. De return in Montevideo eindigde doelpuntloos gelijk en na 22 wedstrijden was Jordanië eindelijk uitgeschakeld.
In 2015 plaatste Jordanië zich voor de derde keer voor het Aziatisch kampioenschap. Het overleefde niet de groepsfase door nederlagen tegen Irak en Japan. Voor kwalificatie voor het WK van 2018 streed Jordanië met Australië om een plaats in de finale-poule. In Amman won Jordanië met 2-0 van Australië, maar een nederlaag tegen Kirgizië zorgde ervoor, dat Jordanië in Sydney opnieuw moest winnen. Jordanië verloor kansloos met 5-1 en kwam één punt tekort om als een van de beste nummers twee zich te plaatsen voor de finale-poule. Jordanië plaatste zich wel voor het Aziatisch kampioenschap in 2019, waar het de groepsfase doorkwam en in de achtste finale strandde.

### Finaleplaats Azië Cup
Jordanië mocht de eerste kwalificatieronde voor de Azië Cup 2023 overslaan omdat het niet bij de laagst geklasseerde twaalf Aziatische landen hoorde. Het land werd derde in de tweede kwalificatieronde van de Azië Cup, op punten achter Australië en op doelsaldo ook achter Koeweit, maar vóór Nepal en Taiwan. Hierdoor was Jordanië veroordeeld tot de derde kwalificatieronde. Hierin trof het opnieuw Koeweit en Nepal en verder Indonesië. Jordanië wist alle drie de wedstrijden te winnen en kwalificeerde zich voor de Azië Cup. De voorbereiding op het toernooi in januari en februari 2024 verliep wisselvallig met een overwinning op de kampioen van 2019, Qatar, maar verliespartijen tegen Libanon en Japan. In groep E van de Azië Cup 2023 won Jordanië de eerste wedstrijd met 0-4 van Maleisië, waarna een 2-2-gelijkspel tegen Zuid-Korea en een nederlaag tegen Bahrein (0-1) volgden. In de achtste finale rekende Jordanië knap af met Irak (2-3), dat drie poulewedstrijden gewonnen had. In de kwartfinale werd ook Tadzjikistan verslagen (0-1), waardoor Jordanië enigszins verrassend in de halve finale mocht aantreden tegen Zuid-Korea. Door goals van Al-Naimat en Al-Taamari versloegen de Jordanezen topfavoriet Zuid-Korea en stootten ze door naar de finale tegen het gastland Qatar. Het werd de eerste finaleplek voor Jordanië op de Azië Cup. De finale werd met 1-3 verloren door een hattrick aan strafschoppen van de Qatarees Afif. Al-Naimat scoorde de vooralsnog enige goal van Jordanië in een continentale finale.

## Deelname aan internationale toernooien
Jordanië deed voor het toernooi van 1986 voor de eerste keer mee aan kwalificatiewedstrijden voor een wereldkampioenschap. Op 15 maart 1985 speelde het een thuiswedstrijd tegen Qatar en won deze wedstrijd met 1–0 door een doelpunt van Issam Said Saleh. Op 5 juni 2025 kwalificeerde het land zich voor eerste keer voor een hoofdtoernooi van het wereldkampioenschap.

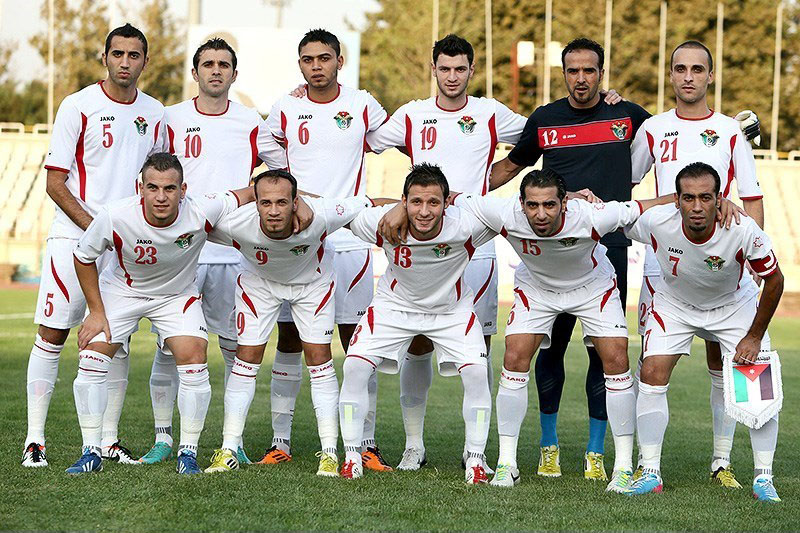
Jordaans voetbalelftal
Azië Cup 2015 – Kwalificatie

### Wereldkampioenschap
| 1986 | Niet gekwalificeerd | Niet gekwalificeerd | Niet gekwalificeerd | Niet gekwalificeerd | Niet gekwalificeerd | Niet gekwalificeerd | Niet gekwalificeerd |                     |
| 1990 | Niet gekwalificeerd | Niet gekwalificeerd | Niet gekwalificeerd | Niet gekwalificeerd | Niet gekwalificeerd | Niet gekwalificeerd | Niet gekwalificeerd |                     |
| 1994 | Niet gekwalificeerd | Niet gekwalificeerd | Niet gekwalificeerd | Niet gekwalificeerd | Niet gekwalificeerd | Niet gekwalificeerd | Niet gekwalificeerd |                     |
| 1998 | Niet gekwalificeerd | Niet gekwalificeerd | Niet gekwalificeerd | Niet gekwalificeerd | Niet gekwalificeerd | Niet gekwalificeerd | Niet gekwalificeerd |                     |
| 2002 | Niet gekwalificeerd | Niet gekwalificeerd | Niet gekwalificeerd | Niet gekwalificeerd | Niet gekwalificeerd | Niet gekwalificeerd | Niet gekwalificeerd |                     |
| 2006 | Niet gekwalificeerd | Niet gekwalificeerd | Niet gekwalificeerd | Niet gekwalificeerd | Niet gekwalificeerd | Niet gekwalificeerd | Niet gekwalificeerd |                     |
| 2010 | Niet gekwalificeerd | Niet gekwalificeerd | Niet gekwalificeerd | Niet gekwalificeerd | Niet gekwalificeerd | Niet gekwalificeerd | Niet gekwalificeerd |                     |
| 2014 | Niet gekwalificeerd | Niet gekwalificeerd | Niet gekwalificeerd | Niet gekwalificeerd | Niet gekwalificeerd | Niet gekwalificeerd | Niet gekwalificeerd |                     |
| 2018 | Niet gekwalificeerd | Niet gekwalificeerd | Niet gekwalificeerd | Niet gekwalificeerd | Niet gekwalificeerd | Niet gekwalificeerd | Niet gekwalificeerd |                     |
| 2022 | Niet gekwalificeerd | Niet gekwalificeerd | Niet gekwalificeerd | Niet gekwalificeerd | Niet gekwalificeerd | Niet gekwalificeerd | Niet gekwalificeerd | Niet gekwalificeerd |
| 2026 | Gekwalificeerd      | Gekwalificeerd      | Gekwalificeerd      | Gekwalificeerd      | Gekwalificeerd      | Gekwalificeerd      | Gekwalificeerd      | Gekwalificeerd      |

Daarvoor nam het al deel aan wedstrijden voor het Aziatisch kampioenschap. In 2004 wist het land zich voor de eerste keer te kwalificeren. In 2004 bereikte Jordanië uiteindelijk de kwartfinale en verloor toen na strafschoppen van Japan. Het land mocht de eerste editie van het West-Aziatisch kampioenschap organiseren. Ook in 2007 en 2010 organiseerde het land dit toernooi. In 2002, 2008 en 2014 werd Jordanië tweede.

### Azië Cup
| Aziatisch kampioenschap voetbal overzicht | Aziatisch kampioenschap voetbal overzicht | Aziatisch kampioenschap voetbal overzicht | Aziatisch kampioenschap voetbal overzicht | Aziatisch kampioenschap voetbal overzicht | Aziatisch kampioenschap voetbal overzicht | Aziatisch kampioenschap voetbal overzicht | Aziatisch kampioenschap voetbal overzicht | Aziatisch kampioenschap voetbal overzicht | Aziatisch kampioenschap voetbal overzicht |
| Jaar                                      | Ronde                                     | Wed.                                      | W                                         | G                                         | V                                         | DV                                        | DT                                        | Kwal                                      |                                           |
| ----------------------------------------- | ----------------------------------------- | ----------------------------------------- | ----------------------------------------- | ----------------------------------------- | ----------------------------------------- | ----------------------------------------- | ----------------------------------------- | ----------------------------------------- | ----------------------------------------- |
| 1972                                      | Niet gekwalificeerd                       | Niet gekwalificeerd                       | Niet gekwalificeerd                       | Niet gekwalificeerd                       | Niet gekwalificeerd                       | Niet gekwalificeerd                       | Niet gekwalificeerd                       | Niet gekwalificeerd                       |                                           |
| 1976                                      | Geen deelname                             | Geen deelname                             | Geen deelname                             | Geen deelname                             | Geen deelname                             | Geen deelname                             | Geen deelname                             | Geen deelname                             |                                           |
| 1980                                      | Geen deelname                             | Geen deelname                             | Geen deelname                             | Geen deelname                             | Geen deelname                             | Geen deelname                             | Geen deelname                             | Geen deelname                             |                                           |
| 1984                                      | Niet gekwalificeerd                       | Niet gekwalificeerd                       | Niet gekwalificeerd                       | Niet gekwalificeerd                       | Niet gekwalificeerd                       | Niet gekwalificeerd                       | Niet gekwalificeerd                       | Niet gekwalificeerd                       |                                           |
| 1988                                      | Niet gekwalificeerd                       | Niet gekwalificeerd                       | Niet gekwalificeerd                       | Niet gekwalificeerd                       | Niet gekwalificeerd                       | Niet gekwalificeerd                       | Niet gekwalificeerd                       | Niet gekwalificeerd                       |                                           |
| 1992                                      | Geen deelname                             | Geen deelname                             | Geen deelname                             | Geen deelname                             | Geen deelname                             | Geen deelname                             | Geen deelname                             | Geen deelname                             |                                           |
| 1996                                      | Niet gekwalificeerd                       | Niet gekwalificeerd                       | Niet gekwalificeerd                       | Niet gekwalificeerd                       | Niet gekwalificeerd                       | Niet gekwalificeerd                       | Niet gekwalificeerd                       | Niet gekwalificeerd                       |                                           |
| 2000                                      | Niet gekwalificeerd                       | Niet gekwalificeerd                       | Niet gekwalificeerd                       | Niet gekwalificeerd                       | Niet gekwalificeerd                       | Niet gekwalificeerd                       | Niet gekwalificeerd                       | Niet gekwalificeerd                       |                                           |
| 2004                                      | Kwartfinale                               | 4                                         | 1                                         | 3                                         | 0                                         | 3                                         | 1                                         | (Kwal.)                                   |                                           |
| 2007                                      | Niet gekwalificeerd                       | Niet gekwalificeerd                       | Niet gekwalificeerd                       | Niet gekwalificeerd                       | Niet gekwalificeerd                       | Niet gekwalificeerd                       | Niet gekwalificeerd                       | Niet gekwalificeerd                       |                                           |
| 2011                                      | Kwartfinale                               | 4                                         | 2                                         | 1                                         | 1                                         | 5                                         | 4                                         | (Kwal.)                                   |                                           |
| 2015                                      | Groepsfase                                | 3                                         | 1                                         | 0                                         | 2                                         | 5                                         | 4                                         | (Kwal.)                                   |                                           |
| 2019                                      | Achtste finale                            | 4                                         | 2                                         | 2                                         | 0                                         | 4                                         | 1                                         | (Kwal.)                                   |                                           |
| 2023                                      | Tweede                                    | 7                                         | 4                                         | 1                                         | 2                                         | 13                                        | 8                                         | (Kwal.)                                   |                                           |
| 2027                                      | Kwalificatie bezig                        | Kwalificatie bezig                        | Kwalificatie bezig                        | Kwalificatie bezig                        | Kwalificatie bezig                        | Kwalificatie bezig                        | Kwalificatie bezig                        | (Kwal.)                                   |                                           |

### West-Aziatisch kampioenschap
| West-Aziatisch kampioenschap voetbal overzicht | West-Aziatisch kampioenschap voetbal overzicht | West-Aziatisch kampioenschap voetbal overzicht | West-Aziatisch kampioenschap voetbal overzicht | West-Aziatisch kampioenschap voetbal overzicht | West-Aziatisch kampioenschap voetbal overzicht | West-Aziatisch kampioenschap voetbal overzicht | West-Aziatisch kampioenschap voetbal overzicht | West-Aziatisch kampioenschap voetbal overzicht |
| Jaar                                           | Ronde                                          | Wed.                                           | W                                              | G                                              | V                                              | DV                                             | DT                                             |                                                |
| ---------------------------------------------- | ---------------------------------------------- | ---------------------------------------------- | ---------------------------------------------- | ---------------------------------------------- | ---------------------------------------------- | ---------------------------------------------- | ---------------------------------------------- | ---------------------------------------------- |
| 2000                                           | Vierde                                         | 4                                              | 1                                              | 2                                              | 1                                              | 3                                              | 4                                              |                                                |
| 2002                                           | Tweede                                         | 2                                              | 3                                              | 0                                              | 1                                              | 6                                              | 4                                              |                                                |
| 2004                                           | Derde                                          | 3                                              | 2                                              | 1                                              | 1                                              | 7                                              | 3                                              |                                                |
| 2007                                           | Halve finale                                   | 3                                              | 1                                              | 0                                              | 2                                              | 3                                              | 2                                              |                                                |
| 2008                                           | Tweede                                         | 2                                              | 3                                              | 1                                              | 2                                              | 7                                              | 3                                              |                                                |
| 2010                                           | Groepsfase                                     | 2                                              | 0                                              | 2                                              | 0                                              | 3                                              | 3                                              |                                                |
| 2012                                           | Groepsfase                                     | 2                                              | 0                                              | 0                                              | 2                                              | 1                                              | 3                                              |                                                |
| 2014                                           | Tweede                                         | 4                                              | 2                                              | 1                                              | 1                                              | 3                                              | 3                                              |                                                |
| 2019                                           | Groepsfase                                     | 3                                              | 1                                              | 1                                              | 1                                              | 4                                              | 2                                              |                                                |

### Arab Cup
| Arab Nations Cup overzicht | Arab Nations Cup overzicht | Arab Nations Cup overzicht | Arab Nations Cup overzicht | Arab Nations Cup overzicht | Arab Nations Cup overzicht | Arab Nations Cup overzicht | Arab Nations Cup overzicht | Arab Nations Cup overzicht |
| Jaar                       | Ronde                      | Wed.                       | W                          | G                          | V                          | DV                         | DT                         |                            |
| -------------------------- | -------------------------- | -------------------------- | -------------------------- | -------------------------- | -------------------------- | -------------------------- | -------------------------- | -------------------------- |
| 1963                       | vijfde                     | 4                          | 0                          | 0                          | 4                          | 1                          | 14                         |                            |
| 1964                       | vijfde                     | 4                          | 0                          | 1                          | 3                          | 3                          | 10                         |                            |
| 1966                       | Groepsfase                 | 4                          | 1                          | 1                          | 2                          | 6                          | 7                          |                            |
| 1985                       | Groepsfase                 | 2                          | 0                          | 2                          | 0                          | 0                          | 6                          |                            |
| 1988                       | Vierde                     | 6                          | 2                          | 1                          | 3                          | 4                          | 7                          |                            |
| 1992                       | Groepsfase                 | 2                          | 0                          | 0                          | 2                          | 2                          | 5                          |                            |
| 1998                       | Groepsfase                 | 2                          | 1                          | 0                          | 1                          | 2                          | 3                          |                            |
| 2002                       | Halve finale               | 5                          | 2                          | 2                          | 1                          | 7                          | 6                          |                            |
| 2012                       | Geen deelname              | Geen deelname              | Geen deelname              | Geen deelname              | Geen deelname              | Geen deelname              | Geen deelname              |                            |
| FIFA Arab Cup overzicht    |                            |                            |                            |                            |                            |                            |                            |                            |
| 2021                       | kwartfinale                | 4                          | 2                          | 0                          | 2                          | 7                          | 8                          |                            |

## Bondscoaches
- Sinds 1984

| Naam              | Van  | Tot  | Duels | W  | G  | V  |
| ----------------- | ---- | ---- | ----- | -- | -- | -- |
| Danny McLennan    | 1984 | 1984 | ?     | ?  | ?  | ?  |
| Edson Tavares     | 1986 | 1986 | ?     | ?  | ?  | ?  |
| Mohammad Awad     | 1985 | 2000 | ?     | ?  | ?  | ?  |
| Branko Smiljanić  | 2000 | 2002 | 31    | 10 | 13 | 8  |
| Mahmoud El-Gohary | 2002 | 2007 | 75    | 35 | 22 | 18 |
| Nelo Vingada      | 2007 | 2009 | 29    | 10 | 6  | 13 |
| Adnan Hamad       | 2009 | 2013 | 68    | 28 | 19 | 21 |
| Hossam Hassan     | 2013 | 2014 | ?     | ?  | ?  | ?  |
| Ahmed Abdel-Qader | 2014 | 2014 | ?     | ?  | ?  | ?  |
| Ray Wilkins       | 2014 | 2015 | ?     | ?  | ?  | ?  |
| Paul Put          | 2015 | 2016 | ?     | ?  | ?  | ?  |
| Abdullah Abu Zema | 2016 | 2016 | ?     | ?  | ?  | ?  |
| Harry Redknapp    | 2016 | 2016 | 2     | 1  | 0  | 1  |
| Abdullah Mesfer   | 2016 | 2017 | ?     | ?  | ?  | ?  |
| Jamal Abu-Abed    | 2017 | 2018 | ?     | ?  | ?  | ?  |
| Vital Borkelmans  | 2018 | 2021 | ?     | ?  | ?  | ?  |
| Adnan Hamad       | 2021 | 2023 | ?     | ?  | ?  | ?  |
| Hussein Ammouta   | 2023 | –    | ?     | ?  | ?  | ?  |

## FIFA-wereldranglijst[7]
| 1993 | 1994 | 1995 | 1996 | 1997 | 1998 | 1999 | 2000 | 2001 | 2002 | 2003 | 2004 | 2005 | 2006 | 2007 | 2008 | 2009 | 2010 | 2011 | 2012 | 2013 | 2014 | 2015 | 2016 | 2017 | 2018 |
| ---- | ---- | ---- | ---- | ---- | ---- | ---- | ---- | ---- | ---- | ---- | ---- | ---- | ---- | ---- | ---- | ---- | ---- | ---- | ---- | ---- | ---- | ---- | ---- | ---- | ---- |
| 87   | 113  | 143  | 146  | 124  | 126  | 115  | 105  | 99   | 77   | 47   | 40   | 86   | 95   | 120  | 124  | 111  | 104  | 82   | 94   | 65   | 81   | 87   | 105  | 107  | 109  |

## Huidige kern
De volgende spelers werden opgeroepen voor de Azië Cup 2023 en behaalden de finale. Statistieken bijgewerkt tot en met de verloren finale tegen  Qatar (1–3) op 10 februari 2024.
| №           | Naam                 | Wed. | Dlpnt. | Club            |
| ----------- | -------------------- | ---- | ------ | --------------- |
| Doel        |                      |      |        |                 |
| 1           | Yazeed Abulaila      | 42   | 0      | Al-Jabalain     |
| 12          | Abdallah Al-Fakhouri | 11   | 0      | Al-Wehdat       |
| 22          | Ahmad Al-Juaidi      | 0    | 0      | Shabab Al-Ordon |
| Verdediging |                      |      |        |                 |
| 2           | Mohammad Abu Hashish | 31   | 0      | Al Ahed         |
| 3           | Abdallah Nasib       | 35   | 2      | Al-Hussein      |
| 4           | Bara' Marei          | 14   | 0      | Al-Faisaly      |
| 5           | Yazan Al-Arab        | 56   | 2      | Muaither        |
| 16          | Feras Shelbaieh      | 35   | 2      | Al-Wehdat       |
| 17          | Salem Al-Ajalin      | 35   | 2      | Al-Faisaly      |
| 19          | Anas Bani Yaseen     | 115  | 7      | Al-Faisaly      |
| 23          | Ihsan Haddad         | 75   | 2      | Al-Faisaly      |
| Middenveld  |                      |      |        |                 |
| 6           | Mohannad Abu Taha    | 2    | 0      | Al-Wehdat       |
| 7           | Mohammad Abu Zrayq   | 24   | 2      | Al Ahly         |
| 8           | Noor Al-Rawabdeh     | 46   | 1      | Selangor        |
| 10          | Musa Al-Taamari      | 69   | 16     | Montpellier     |
| 13          | Mahmoud Al-Mardi     | 58   | 8      | Al-Hussein      |
| 14          | Rajaei Ayed          | 54   | 0      | Al-Hussein      |
| 15          | Ibrahim Sadeh        | 30   | 1      | Al-Khor         |
| 18          | Saleh Rateb          | 36   | 0      | Al-Wehdat       |
| 21          | Nizar Al-Rashdan     | 19   | 2      | Al-Faisaly      |
| 24          | Yousef Abu Jalboush  | 5    | 0      | Al-Faisaly      |
| 25          | Anas Al-Awadat       | 18   | 0      | Al-Wehdat       |
| 26          | Fadi Awad            | 8    | 0      | PDRM            |
| Aanval      |                      |      |        |                 |
| 9           | Ali Olwan            | 40   | 10     | Al-Shamal       |
| 11          | Yazan Al-Naimat      | 44   | 16     | Al-Ahli         |
| 20          | Hamza Al-Dardour     | 123  | 35     | Al-Hussein      |

JFA · A-internationals · Bondscoaches · Selecties · Jordaans vrouwenelftal · Olympisch elftal · Jordanië U20 · Jordanië U19 · Jordanië U18 · Jordanië U17
1953 – 1969 · 
1970 – 1979 · 
1980 – 1989 · 
1990 – 1999 · 
2000 – 2009 · 
2010 – 2019 ·
2020 − 2029
1953 · 
1954 · 1955 · 1956 · 
1957 · 
1958 · 1959 · 1960 · 1961 · 1962 · 
1963 · 
1964 · 
1965 · 
1966 · 
1967 · 1967 · 1969 · 1970 · 
1971 · 
1972 · 1973 · 
1974 · 
1975 · 
1976 · 
1977 · 1978 · 1979 · 1980 · 
1981 · 
1982 · 
1983 · 
1984 · 
1985 · 
1986 · 
1987 · 
1988 · 
1989 · 
1990 · 
1991 · 
1992 · 
1993 · 
1994 · 1995 · 
1996 · 
1997 · 
1998 · 
1999 · 
2000 · 
2001 · 
2002 · 
2003 · 
2004 · 
2005 · 
2006 · 
2007 · 
2008 · 
2009 · 
2010 · 
2011 · 
2012 · 
2013 · 
2014 ·
2015 ·
2016 ·
2017 ·
2018 ·
2019 ·
2020 ·
2021 ·
2022 ·
2023
Afghanistan ·
Albanië ·
Algerije ·
Armenië ·
Australië ·
Azerbeidzjan ·
Bahrein ·
Bangladesh ·
Bosnië en Herzegovina ·
Bulgarije ·
Cambodja ·
China ·
Colombia ·
Cyprus ·
Ecuador ·
Egypte ·
Estland ·
Filipijnen ·
Finland ·
Georgië ·
Haïti ·
Hongarije ·
Hongkong ·
India ·
Indonesië ·
Irak ·
Iran ·
Ivoorkust ·
Jamaica ·
Japan ·
Jemen ·
Kazachstan ·
Kenia ·
Kirgizië ·
Koeweit ·
Kosovo ·
Kroatië ·
Laos ·
Libanon ·
Libië ·
Litouwen ·
Maleisië ·
Malta ·
Marokko ·
Mauritanië ·
Moldavië ·
Nepal ·
Nieuw-Zeeland ·
Nigeria ·
Noord-Korea ·
Noorwegen ·
Oezbekistan ·
Oman ·
Pakistan ·
Palestina ·
Paraguay ·
Qatar ·
Saoedi-Arabië ·
Servië ·
Sierra Leone ·
Singapore ·
Slowakije ·
Soedan ·
Spanje ·
Sri Lanka ·
Syrië ·
Tadzjikistan ·
Taiwan ·
Thailand ·
Trinidad en Tobago ·
Tsjaad ·
Tunesië ·
Turkmenistan ·
Uruguay ·
Verenigde Arabische Emiraten ·
Vietnam ·
Wit-Rusland · 
Zambia ·
Zimbabwe ·
Zuid-Jemen ·
Zuid-Korea ·
Zuid-Soedan ·
Zweden